# Schistostoma grootaerti
Schistostoma grootaerti är en tvåvingeart som beskrevs av Chvala 1987. Schistostoma grootaerti ingår i släktet Schistostoma och familjen styltflugor.
Artens utbredningsområde är Iran. Inga underarter finns listade i Catalogue of Life.